# Siège de la Banque de Géorgie
 (novembre 2020).
Le siège de la Banque de Géorgie (en géorgien: საქართველოს ბანკის სათავო ოფისი) est un bâtiment à Tbilissi, en Géorgie. Il a été conçu par les architectes George Chakhava (en) et Zurab Jalaghania pour le ministère de la construction routière de la RSS de Géorgie et terminé en 1975. L'ingénieur était Temur Tkhilava. Ce bâtiment de 18 étages a été acquis par la Banque de Géorgie en 2007.

## Historique
George Chakhava était le sous-ministre géorgien de la construction routière dans les années 1970. Par conséquent, il était à la fois le client et l'architecte principal de ce projet. Il pouvait choisir lui-même l'emplacement du site le mieux adapté à la conception. Les coûts de construction étaient de 6 millions de roubles. Il a été achevé en 1975.
En 2007, le bâtiment a été acquis par la Banque de Géorgie. La même année, il a également reçu le statut de monument immobilier en vertu des lois sur les monuments nationaux. En 2009, une rénovation et une extension à 15 600 m2 étaient prévues mais non mises en œuvre.
En juillet 2010, le bâtiment a accueilli une exposition d'art contemporain, "Frozen Moments: Architecture Speaks Back". Frozen Moments était un projet organisé par la Fondation Other Space et la Fondation Laura Palmer. Le bâtiment a été transformé en une semaine en installations multiplateformes, de performances, de conférences et d'activités qui abordent le bâtiment et une constellation d'associations politiques, économiques, esthétiques et architecturales. Le projet a été financé par le ministère polonais de la Culture, la ville de Varsovie et le programme culturel de la CE.
De 2010 à 2011, une nouvelle entrée principale et un hall souterrain ont été construits et son intérieur a été entièrement rénové. Il a désormais une superficie totale de 13 500 m2.

### Architecte
George Chakhava a étudié l'architecture à l'Université polytechnique d'État de Tbilissi et a obtenu son diplôme en 1949. Depuis lors, il travaille comme architecte avec son propre studio et réalise des projets en Géorgie ainsi qu'en Ukraine, en Ouzbékistan, au Tadjikistan, en Afghanistan et en Lettonie . L'inspiration de son architecture est "la nature unique de mon pays avec son individualité et la beauté de chaque région en harmonie avec les villages de montagne". Chakhava a reçu plusieurs distinctions et récompenses. En 1983, il a reçu le prix d'État du Conseil des ministres de l'URSS. L'Union géorgienne des architectes lui a également décerné la mention spéciale en architecture. En 1991, il devient membre honoré de l'Académie internationale d'architecture des pays d'Orient. Chakhava est décédé le 25 août 2007.

## Conception
Le site boisé se trouve à la périphérie de Tbilissi au bord du fleuve Koura. Il a une pente raide, déclinant d'ouest en est. De grandes parties du bâtiment sont soulevées du sol, le paysage traverse en dessous. La structure est visible de loin, trois routes principales menant de Tbilissi au nord passent par le site. Le bâtiment peut être rejoint à partir de deux sites, à l'extrémité supérieure et inférieure.
La structure se compose d'une grille monumentale de formes de béton imbriquées. Cinq parties horizontales avec deux étages chacune semblent être agrafées l'une sur l'autre. Trois parties sont orientées selon un axe est-ouest, à angle droit avec la pente, deux sont orientées nord-sud, le long de la pente. La structure repose et est suspendue à trois noyaux. Ils contiennent les éléments de circulation verticale comme les escaliers et les ascenseurs. Le noyau le plus élevé a 18 étages. Le bâtiment a une superficie de 13 500 m2,.

### Polémiques
L'architecte tchèque Karel Prager (en), qui a également conçu l'ancien bâtiment de l'Assemblée fédérale à Prague, aurait volé la conception dans un bâtiment prévu mais non construit dans le quartier de Prague de Košíře. Il existe une version de certaines des idées structurelles de ce projet dans le bâtiment "Arbre de la vie" (Árbol de la vida) à Lecherias, au Venezuela, par l'architecte vénézuélien José Vivas (en).